# Csányi Árpád
Csányi Árpád (Medgyesegyháza, 1929. november 23. – Budapest, 2011. február 25.) Jászai Mari-díjas díszlettervező, iparművész, érdemes és kiváló művész.

## Életpályája
1954-ig Oláh Gusztáv tanítványaként a Magyar Iparművészeti Főiskola növendéke volt. Jászai Mari-díjban 1976-ban részesült. 1978-ban megkapta az érdemes művész, 1986-ban a kiváló művész címet. 1954-1956-ban a Fővárosi Operettszínháznál, 1965-68-ban a debreceni Csokonai Színháznál dolgozott. 1968-tól nyugdíjba vonulásáig a Nemzeti Színház tagja. Magyarország szinte mindegyik színházának tervezett díszleteket, külföldön is működött.
A Színházi adattárban regisztrált bemutatóinak száma: 434.

## Díszletterveiből
- Shakespeare: III. Richárd, Rómeó és Júlia, A velencei kalmár, Ahogy tetszik, Hamlet, Téli rege, Tévedések vígjátéka, Macbeth, Lear király, Troilus és Cressida
- Bertolt Brecht: Koldusopera, Kurázsi mama és gyermekei, A szecsuáni jóember, A kaukázusi krétakör
- Dürrenmatt: Az öreg hölgy látogatása
- Mozart: A varázsfuvola, Così fan tutte
- Verdi: Rigoletto, Don Carlos, Aida, Otello
- Csajkovszkij: Anyegin